# Летиция Мария Бельгийская
Её Императорское и Королевское Высочество принцесса Летиция Мария (фр. Laetitia Maria Nora Anna Joachim Zita; род. 23 апреля 2003, в Брюссель, Бельгия) — принцесса Бельгийская, младший ребёнок принцессы Астрид Бельгийской и Эрцгерцога Лоренца Австрийского-Эсте, занимает десятую позицию в наследовании бельгийского престола.

## Семья
Летиция Мария самая младшая из детей принцессы Астрид. У неё есть два старших брата: Амедео (род.1986) и Иоахим (род. 1991), и две старших сестры: Мария Лаура (род. 1988) и Луиза Мария (род. 1995).
Аристократка по происхождению, через своих предков относится к бельгийскому, итальянскому, шведскому, французскому, датскому, британскому, португальскому, испанскому и немецкому королевским домам.

## Образование
Принцесса закончила в 2013 году четвёртый класс начальной школы колледжа Sint-Jan Berchman. После окончания начальной школы, принцесса поступает в среднюю школу  Bromsgrove School в городе Бромсгроув, Англия.